# Singureni
Singureni es una comuna ubicada en el distrito de Giurgiu, Rumania.

## Superficie
Cuenta con una superficie de 57,42 kilómetros cuadrados.

## Demografía
Hasta 2021 la población era de 3083 habitantes, con una densidad de población de 53,69 habitantes por kilómetro cuadrado.